# إقليم تومبالي
إقليم تومبالي (بالبرتغالية: Tombali) هو أقليم في غينيا بيساو، يقع في South, Guinea-Bissau ‏، بلغ عدد سكانه 91,089 نسمة وذلك حسب إحصائيات سنة 2009، عاصمته كاتيو، تبلغ مساحته 3,736.5 كيلومتر مربع.

## الموقع

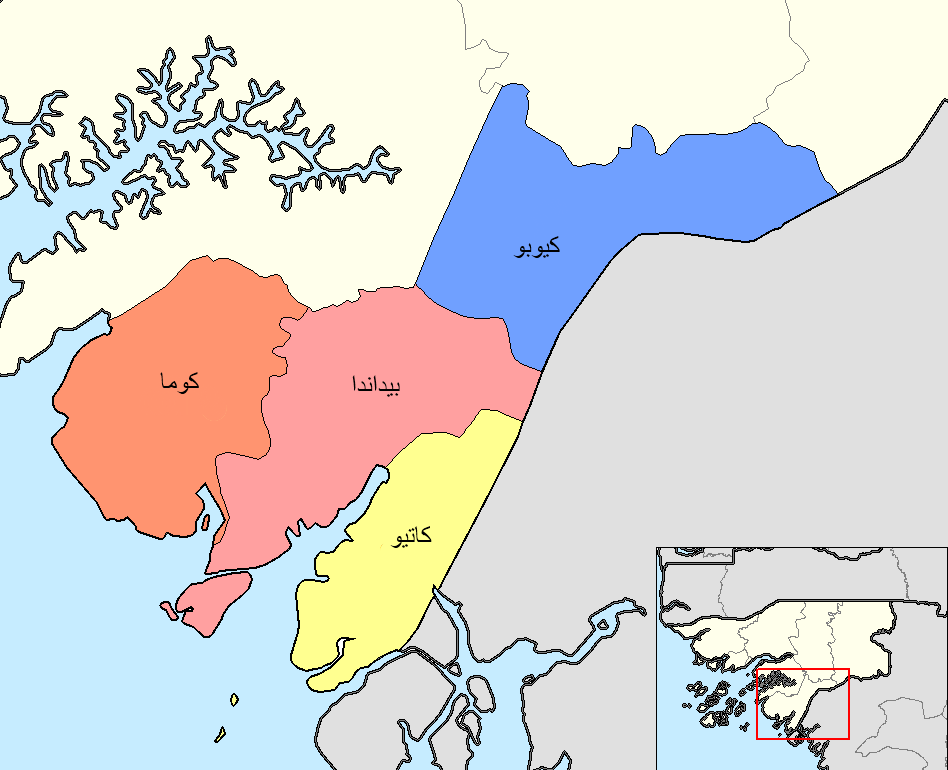
خريطة قطاعات إقليم تومبالي في غينيا بيساو.

يشترك في الحدود مع:
- إقليم كوينارا
- محافظة بافاتا
- لإقلين غابو.

## أعلام
- تيتينا سيلا